# Port lotniczy Phú Quốc (Międzynarodowy)
Port lotniczy Phú Quốc (Międzynarodowy) (Sân bay quốc tế Phú Quốc) – międzynarodowy port lotniczy położony 10 km na wschód od Dương Đông, Phú Quốc, prowincji prowincja Kiên Giang. Ma obsługiwać Boeingi 777 i Airbusy A321.
Lotnisko zostało ukończone w 2012 roku. Miało obsłużyć 7 mln pasażerów rocznie (w pierwszej fazie 2,5 mln pasażerów rocznie), całkowity koszt miał wynieść 810 milionów USD.